# Пир'єв Іван Олександрович
Пир'єв Іван Олександрович (17 листопада 1901 Камінь, Барнаульський повіт, Томська губернія,  — 7 лютого 1968, Москва) — радянський кінорежисер. Народний артист СРСР (1948). Лауреат Державної премії СРСР (1941, 1942, 1943, 1946, 1948, 1951).

## З життєпису
Народився 17 листопада 1901 р. у місті Камінь Алтайського краю (Росія). Закінчив Державні експериментальні театральні майстерні (1923). Працював у кіно з 1925 р.
Поставив на Київській кінофабриці фільми: «Багата наречена» (1938) і «Трактористи» (1939), а на «Мосфільмі» — «Свинарка і чабан» (1941), «Секретар райкому» (1942), «В шість годин вечора після війни» (1944), «Сказання про землю Сибірську» (1948), «Кубанські козаки» (1950) та ін.
Нагороджений двома орденами Леніна, чотирма орденами Трудового Червоного Прапора, двома орденами Георгіївського хреста III і IV ст., орденом Білого Лева II ст., медалями.
Першою дружиною Івана Олександровича була знаменита радянська актриса Ладиніна Марина Олексіївна. Їх спільний син Ладинін Андрій Іванович став також кінорежисером.
Третьою дружиною (1962-1968) була Стриженова Ліонелла Іванівна - радянська і російська акторка, уродженка м.Одеса.

## Фільмографія
1. 1929 — Стороння жінка
2. 1930 — Державний чиновник
3. 1933 — Конвеєр смерті
4. 1936 — Партійний квиток
5. 1937 — Багата наречена
6. 1939 — Трактористи
7. 1940 — Кохана дівчина
8. 1941 — Свинарка і пастух
9. 1942 — Секретар райкому
10. 1944 — О 6 годині вечора після війни
11. 1948 — Сказання про землю Сибірську
12. 1949 — Кубанські козаки
13. 1951 — Ми за мир
14. 1954 — Випробування вірності
15. 1958 — Ідіот
16. 1959 — Білі ночі
17. 1960 — Цілком серйозно
18. 1962 — Наш спільний друг
19. 1964 — Світло далекої зірки
20. 1968 — Брати Карамазови